# Crna knjiga komunizma u Hrvatskoj
Crna knjiga komunizma u Hrvatskoj (zločini jugoslavenskih komunista u Hrvatskoj 1945. godine) knjiga je hrvatskog povjesničara Josipa Jurčevića koja opisuje povijest represije, zločine i teror u Hrvatskoj. Autor u knjizi dokazuje da je democid nad desetcima i stotinama tisuća Hrvata naredio vrh jugoslavenske komunističke vlasti u krugu oko Josipa Broza i Aleksandra Rankovića.

## Povijest
Knjiga je izvorno objavljena 1997. godine. Izašla je na hrvatskom, njemačkom i engleskom jeziku. Predgovor je napisao barun Janko Vranyczany-Dobrinović, a pogovor Bleiburška tragedija hrvatskog naroda povjesničar Mate Meštrović.

## Sadržaj knjige
- Kazalo
- Predgovor (Janko Vranyczany Dobrinović) (5)
  - Bilješka o autoru predgovora (11)
- Uvod (13)
  - Komunistička Jugoslavija i žrtve rata (14)
  - Poratni jugoslavenski zločini nad Hrvatima (17)
- Povijesne okolnosti (22)
  - Međuratno razdoblje (22)
  - Drugi svjetski rat (26)
  - Međunarodno priznanje komunističke Jugoslavije (29)
  - Geneza komunističke vlasti u Jugoslaviji (32)
  - Sustavno pripremanje nasilja (37)
  - Partijska vojska (40)
- Bleiburška tragedija i Križni put 1945. godine (42)
  - Završetak rata (42)
  - Povlačenje hrvatske vojske i civila (46)
  - Britansko izručenje (51)
  - Jugoslavenski podaci (57)
  - Glavni izvršitelji zločina (58)
  - Masovne likvidacije bez suđenja i logori (62)
- Posljedice Bleiburške tragedije (71)
- Pogovor (Prof. dr. Mate Meštrović) (74)
  - Bilješka o autoru pogovora (77)
- Literatura (78)
- Bilješka o autoru (80)

## Vanjske poveznice
Mrežna mjesta
- Recenzija, Tomislav Jonjić
- Online čitanje i besplatno kopiranje izdanja na hrvatskom, njemačkom i engleskom jeziku dostupno je na mrežnim stranicama www.klub-povratnika.com.hr[neaktivna poveznica]